# Mini moto

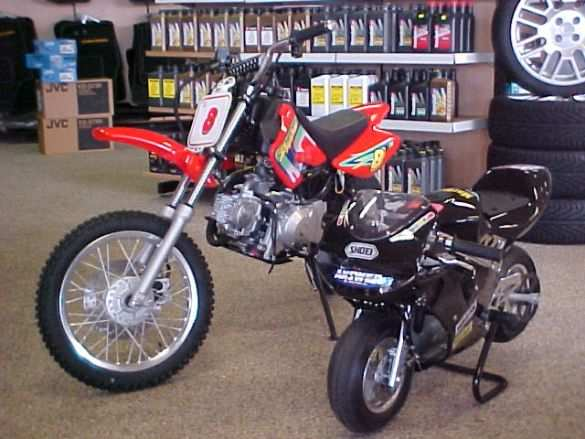
Un pit-bike (gauche) et un pocket-bike (droite).

Une mini moto, parfois appelée pocket bike (anglicisme) ou moto miniature ou encore moto de poche (traduction de « pocket bike »), est une moto de format plus réduit que les modèles les plus courants.
Il existe plusieurs types de mini moto, le modèle le plus répandu mesure environ 60 cm de haut (42 cm à hauteur de selle) pour 1 m de long[réf. nécessaire]. Ces petites motos sont parfois très performantes malgré leur moteur d'une cylindrée qui n'excède pas 50 cm3 pour les deux-temps. Ce segment du marché des deux-roues s'est développé grâce à l'arrivée de produits chinois vendus à bas prix.

## Catégories

### Pit-bikes

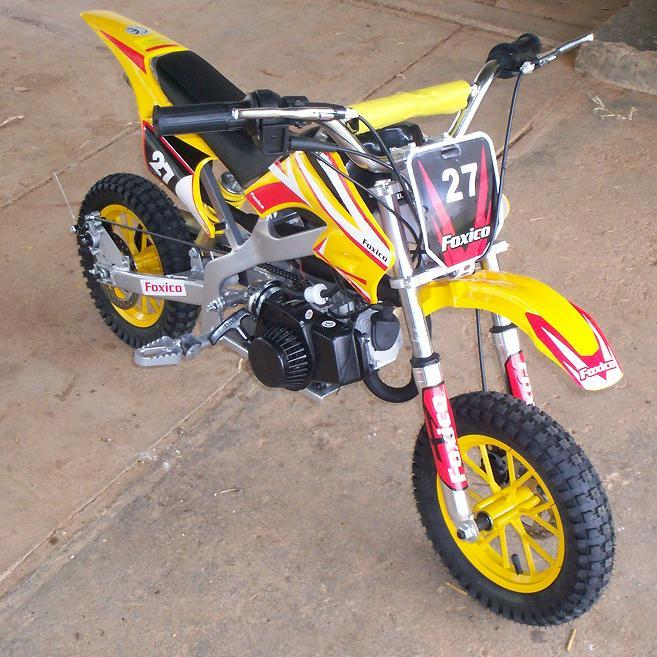
Une mini moto de cross.

Les pit bikes ont été conçus au départ pour permettre aux pilotes de se déplacer sur les différents stands d'un circuit (« pit » en anglais) et dans le paddock . Ce type de moto voit également son origine dans les motos adaptées à la taille des enfants. Très rapidement, aux États-Unis, un engouement s'est créé autour de son utilisation par des adolescents qui lui ont greffé des pièces plus performantes.
Les modèles ont progressivement évolué vers la compétition, avec une véritable catégorie sportive. Équipés d'une boîte de vitesses, leur cylindrée est comprise entre 50  et   212 cm3. Les moteurs, principalement quatre-temps, leur permettent d'atteindre des vitesses de l'ordre de 60  à   100 km/h.
Des compétitions sont organisées dans le monde. En France, un championnat national est organisé depuis 2008. Avant de devenir le premier championnat de France pit-bike, l’expérience s'est forgée autour du Challenge Minimoto Sx, créé en 2005. Plusieurs années de développement ont permis à cette pratique de devenir une discipline à part entière au sein de la Fédération française de motocyclisme (FFM) et ceci au plus haut niveau de la compétition en France.

### Motos de cross
Les motos de cross (ex. : Yamaha PW, Honda CRF50 sorti en 2004 pour les 5 à 10 ans), aussi appelées « dirt-bikes », sont habituellement utilisées pour l'apprentissage de la moto de compétition en tout-terrain par les plus jeunes. Leur cylindrée se situe entre 50  et   80 cm3 et elles sont équipées d'équipements de sécurité, afin d'éviter les éventuelles blessures que pourrait entraîner une chute (protège-chaîne, vitesse bridée).
Leur prix est un réel obstacle à leur diffusion. Le volume de vente est très faible malgré leurs atouts principaux : peu d'entretien et une construction fiable.
Des modèles de taille intermédiaire, dont la cylindrée varie entre 50 et 250 cm3, sont destinés à un public plus âgé d'adolescents, voire d'adultes.

### Pocket-bikes

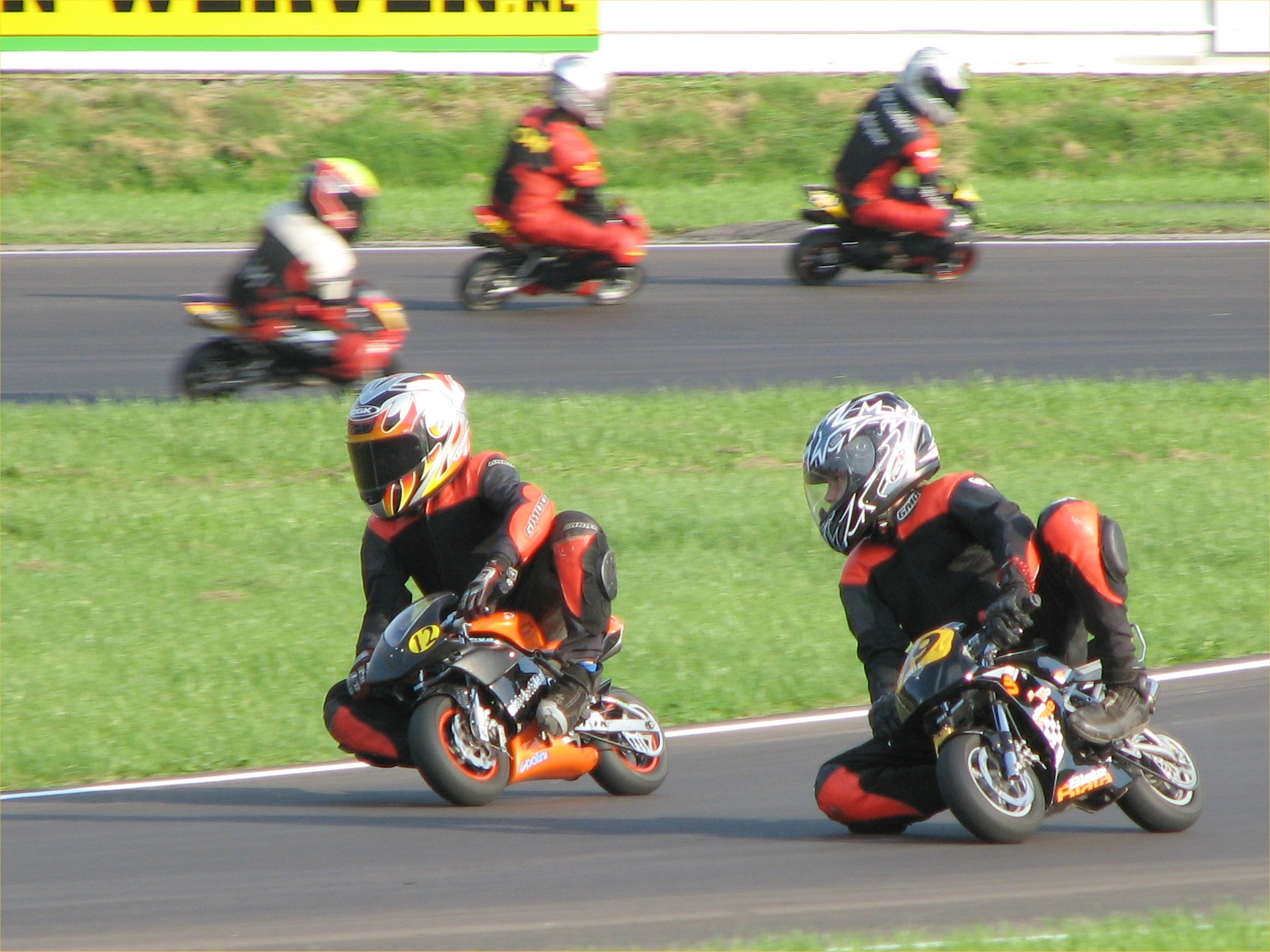
Mini motos sur circuit.

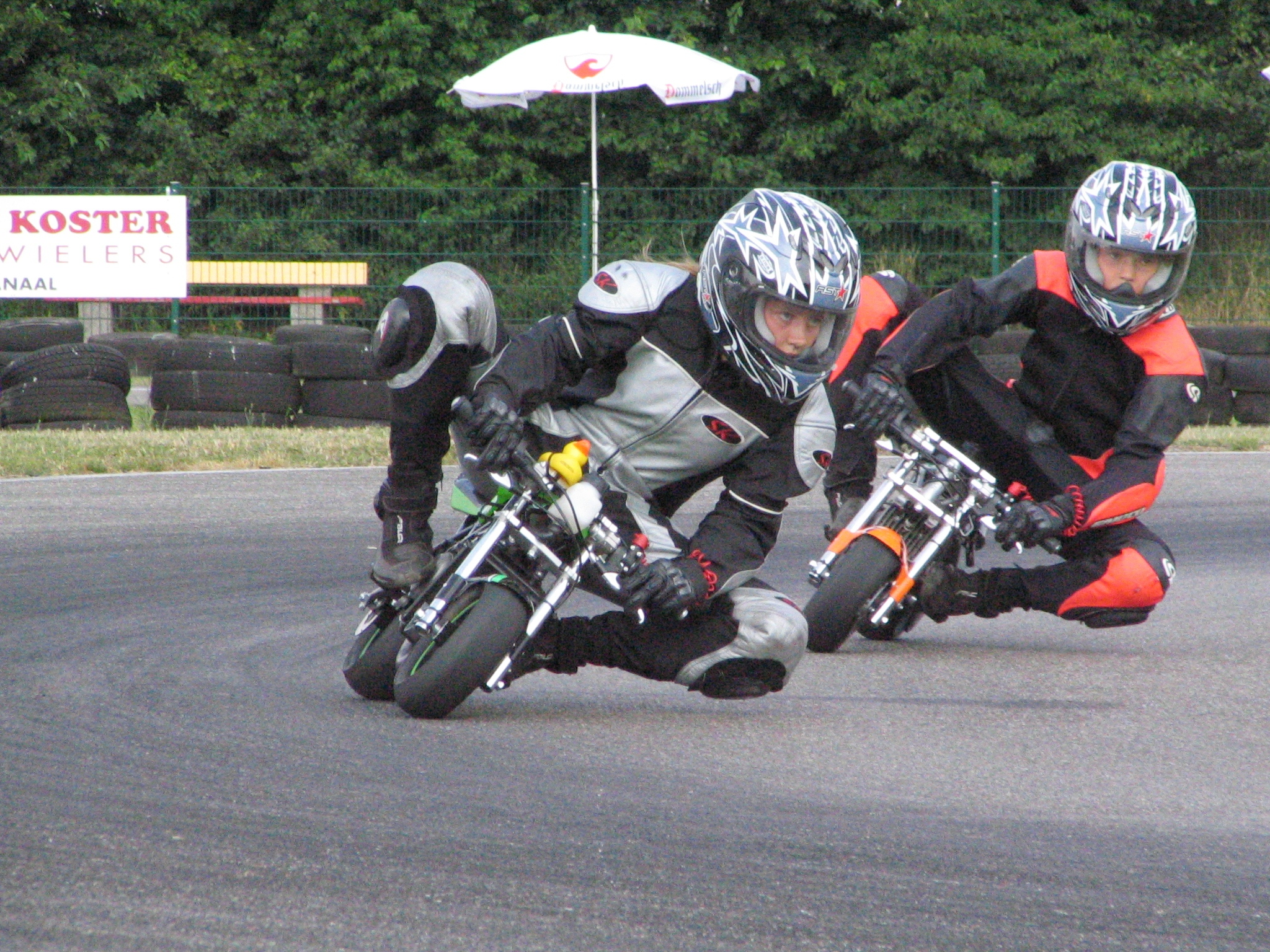
Mini motos sur circuit. À noter le placement caractéristique avec jambes écartées pour des virages pris à grande vitesse.

Il s'agit d'une réplique miniature de motos de course de vitesse le plus souvent avec carénage. Le pocket-bike (« moto de poche ») est un peu à la MotoGP ce que le karting est à la Formule 1. Comme d'autres, Valentino Rossi fut champion de pocket-bike avant d'être champion sur motos traditionnelles. Ce sport de pilotage est en pleine expansion et pourrait devenir très populaire compte tenu du prix abordable des machines. Cette discipline est souvent pratiquée sur les mêmes circuits que le karting.
Ce sont à l'origine des petites motos de compétition d'une cylindrée de 39 ou 49 cm3 en deux-temps (80 ou 110 cm3 en quatre-temps), leur vitesse peut atteindre les 65 km/h, voire plus de 130 km/h pour le haut de gamme de compétition. Les machines les plus puissantes utilisées en compétition développent jusqu’à 17 ch pour un poids d'environ 25 kg, elles bénéficient de freins à disques, le plus souvent hydrauliques, de moteurs à refroidissement liquide, de pots d'échappement de détente usine.
Il existe un championnat de France de pocket-bike.
Des versions bas de gamme peuvent être trouvées sur internet ou en supermarché, à un niveau de qualité et de sécurité bien inférieur. Les pocket-bikes de qualité, tous fabriqués en Europe, sont les Polini, Blata, GRC, BMS, ZPF, DM, Stamas, GM-Phantom, Pasini, I-Esse, GS et ATM.[réf. nécessaire]

## Essor depuis 2005
En 2005, les motos européennes de compétition ont été copiées en Chine et exportées en grand nombre et à bas prix vers l'Europe, l'Australie, le Canada et les États-Unis. Les Chinois, particulièrement ceux de la région industrielle du Jehjiang (près de Shanghai), font merveille pour produire ces motos simples. Ils utilisent des bases moteurs qu'ils fabriquaient déjà depuis une vingtaine d'années pour leur production nationale de deux-roues. Les usines de moteurs sont situées à ChongQing sont[pas clair] Loncin, Lifan, Jialing, Jonghsen, YinXiang.
Depuis l'arrivée sur le marché des mini-motos chinoises, le sport gagne un engouement certain auprès des 7-16 ans. Cette croissance relance un marché du moto-cross qui s'essoufflait à cause du prix très élevé des motos. Il développe l'intérêt pour les modèles haut de gamme. Une autre région de Chine qui a plus le souci de la qualité, le GuangDong (Canton) se partage depuis le début ce marché.
Les produits japonais ont perdu leur place de leader, les performances et la qualité des produits chinois ayant su progresser afin de satisfaire le public même spécialisé.

## Réglementation en France

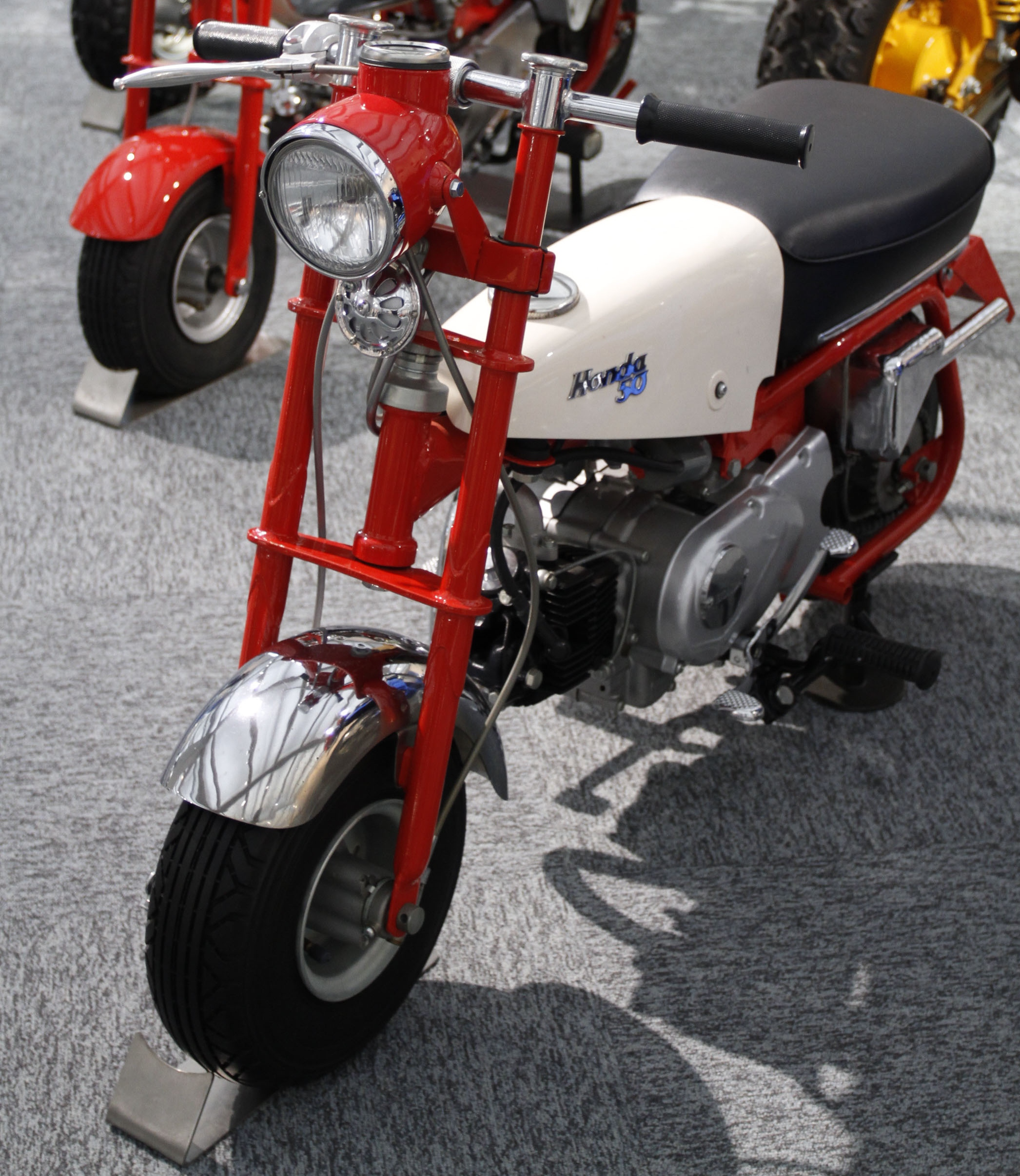
Honda Monkey Z100.

En France, la loi no 2008-491 du 26 mai 2008 déclare que les « cyclomoteurs, motocyclettes, tricycles à moteur ou quadricycles à moteur non soumis à réception » (cas des mini-motos, mini-quads, etc.) ne peuvent circuler « sur les voies ouvertes à la circulation publique ou les lieux ouverts à la circulation publique ou au public ». De plus, ceux « dont la vitesse peut excéder, par construction, vingt-cinq kilomètres par heure » sont soumis à déclaration préalable en préfecture,.
L'usage des mini-motos est donc restreint aux espaces privés inaccessible au public mais celles-ci sont encore souvent utilisées sur la voie publique. En raison de leur non-conformité aux normes de sécurité routière, les mini-motos ne sont généralement pas homologuées pour cet usage. Ainsi « la loi du 5 mars 2007, sur la prévention de la délinquance, avait augmenté les sanctions. Rouler sur route en mini-moto est passible d'une amende de 5e classe (jusqu'à 1 500 €) suivie d'une immobilisation. La confiscation ne peut être décidée que par un juge. »
Le pocket-bike ne peut pas être utilisé n’importe où, même avec un permis AM obtenu dans une auto-école, et une assurance. Ce loisir doit impérativement être pratiqué sur circuit ou sur des voies privées. Plusieurs décès sont dus à une utilisation de ces petits engins sur route ouverte. En outre, bien que ces engins aient l'air de jouets, le port d'un casque, de genouillères, de coudières et de gants est fortement recommandé.
Les motos de petite taille autorisées sur routes sont le plus souvent de type « Dax » ou « Monkey ». Ceux-ci sont équipés avec tous les éléments que l’on pourrait trouver sur des cyclomoteurs : feux, plaque d’immatriculation, échappement homologué, etc.